# هاينز بيرغر
هاينز بيرغر (بالألمانية: Heinz Berger)‏ هو عسكري ألماني، ولد في 5 مايو 1917 في فروتسواف في بولندا، وتوفي في 19 أكتوبر 1996 في Hürth ‏ في ألمانيا.